# Fotrotsben

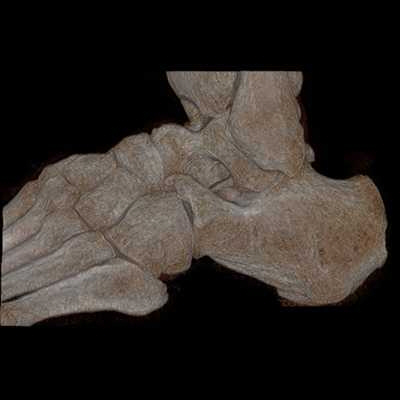
CT-bild av fotrotsbenen.
Bild: Andreas Heinemann, Zeppelinxentrum Karlsruhe, 2005. (GFDL, CC-BY 2.5)

Fotrotsben eller vristben (latin: ossa tarsi) är de sju ben som utgör fotroten (vristen, tarsus):
- Språngbenet (os talus)
- Hälbenet (calcaneus, os calci)
- Båtbenet (os naviculare)
- Tärningsbenet (os cuboideum)
- Kilformade benen (ossa cuneiformes)
  - Yttre kilformade benet (os cuneiforme laterale)
  - Mellersta kilformade benet (os cuneiforme intermedium)
  - Inre kilformade benet (os cuneiforme mediale)